# Mercedes-Benz SLR McLaren
Mercedes-Benz SLR McLaren (T.24) – supersamochód klasy średniej produkowany we współpracy niemieckiej firmy Mercedes-Benz i angielskiego McLarena w latach 2003 – 2009.

## Historia modelu

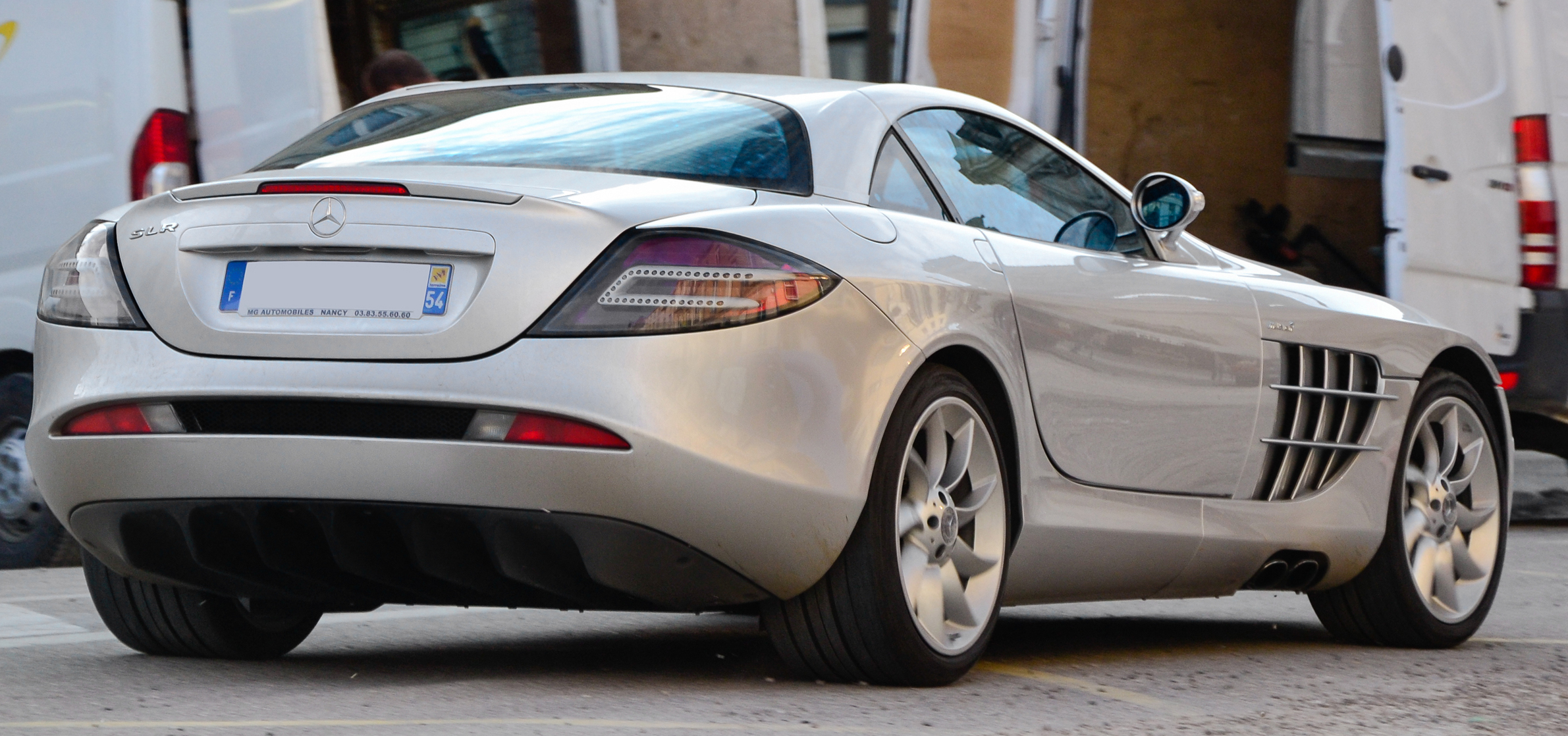
Mercedes-Benz SLR McLaren (C199) - tył

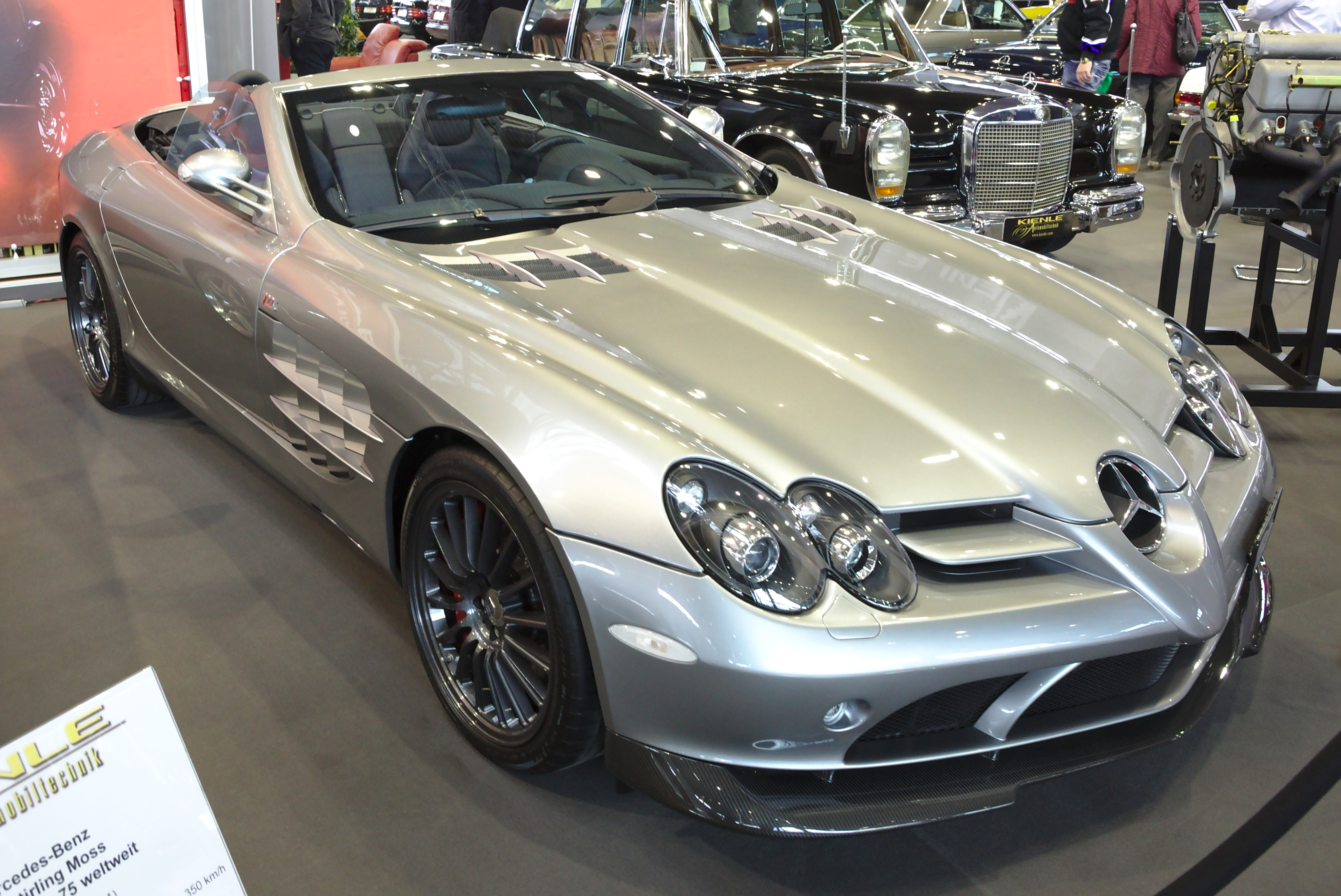
Mercedes-Benz SLR McLaren Roadster (R199)

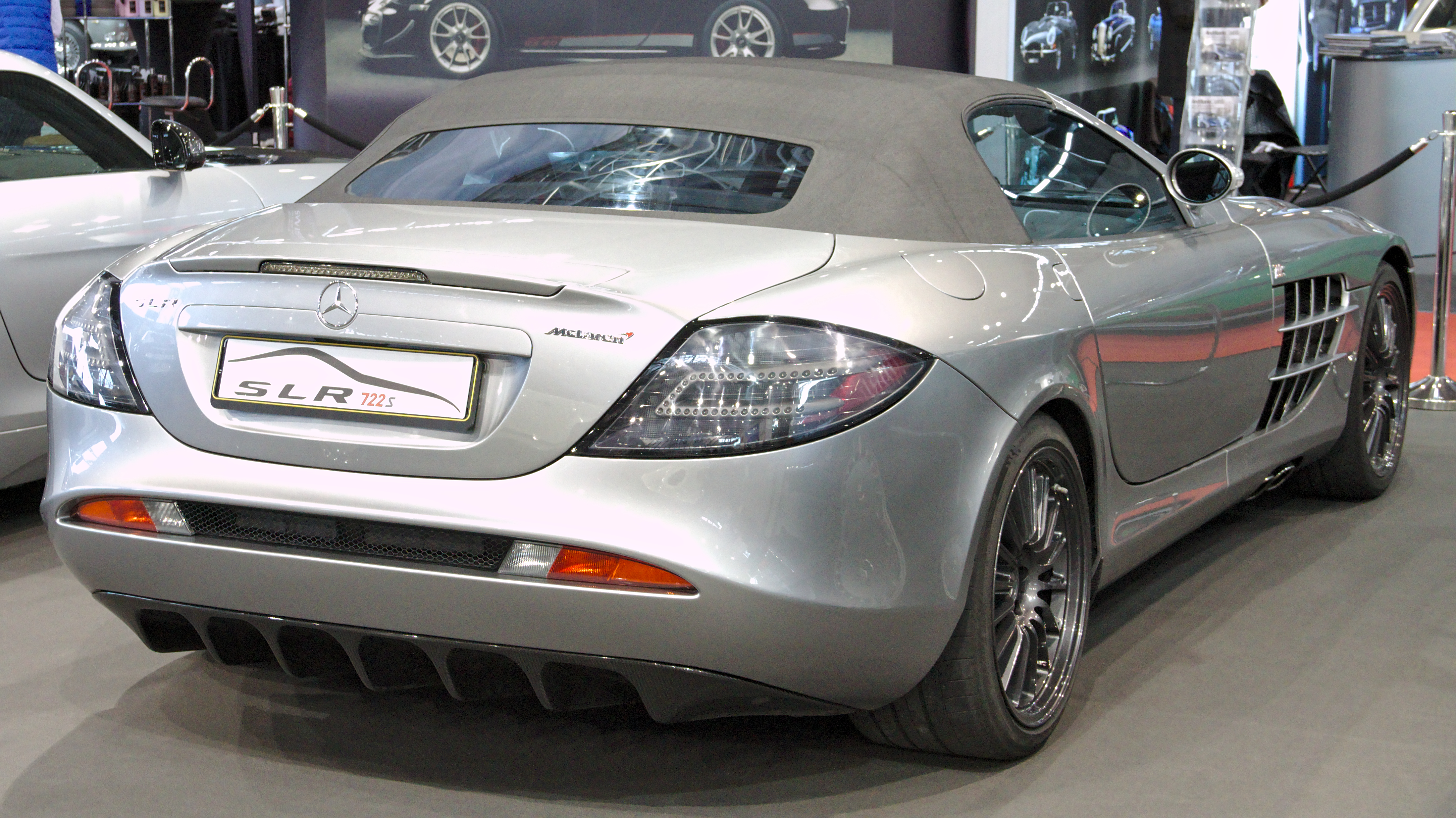
Mercedes-Benz SLR McLaren Roadster (R199) - tył

Pierwszy prototyp pojazdu zaprezentowano w Detroit w 1999 roku. Wersja produkcyjna auta zadebiutowała 17 listopada 2003 roku podczas salonu samochodowego we Frankfurcie. W 2007 roku rozpoczęto produkcję wersji roadster. Do współpracy między Mercedesem, a McLarenem doszło, ponieważ obie firmy ściśle współpracowały wówczas ze sobą w Formule 1, a McLaren był także w 40% własnością ówczesnej firmy Daimler AG. 
Produkcja SLR McLarena odbywała się ręcznie w centrum technologicznym McLarena w Woking w Anglii w wersji coupé oraz roadster. Pojazd inspirowany był Mercedesem 300 SLR. Samochód zajmuje jedenaste miejsce na liście najdroższych samochodów świata.

### Dane techniczne

#### Zawieszenie i koła
Komfort jazdy zapewnia zawieszenie oparte na podwójnych poprzecznych wahaczach przy każdym kole zupełnie pozbawione elektroniki. W zamian wyposażone zostało w układ automatycznego resorowania i regulację poziomu tłumienia amortyzatorów. Dziewiętnastocalowe koła przenoszą moc na asfalt poprzez tylną oś. Hamulce kompozytowo-ceramiczne zapewniają ostre hamowanie. Samochód ze 100 km/h do 0 km/h hamuje na dystansie 33 metrów. Natomiast z 200 km/h do 0 km/h w dystansie mniejszym niż 140 m, przy czym tarcze hamulcowe bardzo silnie się grzeją, ponieważ działają na nie kolosalne siły, a takie osiągi zapewniają ośmiotłoczkowe zaciski szczęk z przodu i czterotłoczkowe z tyłu.

#### Nadwozie
Nadwozie wykonano z włókna węglowego - jest zarówno lekkie jak i wytrzymałe. Przy projektowaniu nadwozia korzystano z technologii jakie wykorzystuje się w F1. SLR wyposażono w ukryty spojler, który podnosi się przy prędkości 95 km/h zwiększając przyczepność i stabilność auta. Przy gwałtownym hamowaniu spojler przyjmuje funkcję hamulca aerodynamicznego, gdyż staje na sztorc pomagając w hamowaniu oraz dociska tylną oś do jezdni (stąd doskonałe wyniki hamowania). Nadwozie cechuje się charakterystycznym dla tego modelu "dziobem" ze znaczkiem Mercedesa. Na masce znajdują się wloty powietrza a tuż nad skrzelami znajduje się logo McLarena. Tył zdobi okazale prezentujący się napis SLR oraz dyskretny spojler. Drzwi nawiązują do 300SLR, ponieważ otwierają się do góry i przy pełnym otwarciu ich kąt do podłoża wynosi 75 stopni.

#### Bezpieczeństwo
Samochód wyposażony jest w strefę kontrolowanego zgniotu, elektroniczne napinacze pasów bezpieczeństwa, poduszki oraz kurtyny powietrzne. Aby nie wpaść w poślizg posiada także ABS, a aby nie wypaść z drogi – ESP.

#### Elektronika
SLR ma elektronikę na bardzo wysokim poziomie. Mercedes zastosował w nim wszystkie swoje najnowsze wówczas zdobycze elektroniczne. Zastosowano tam znany z innych modeli Mercedesa elektroniczny układ SBC. Wspomaganie kierownicy charakteryzuje się trzema trybami pracy: przy awaryjnym hamowaniu, na mokrej nawierzchni i przy jeździe po łukach. Standardem było też zamontowanie takich układów jak ABS czy ESP, ale także SS (Soft Stop), dzięki któremu zawsze łagodnie się zatrzymujemy, SoA (Start off Assist) - ten system pomaga przy ruszaniu gdy auto stoi na wzniesieniu i TA (Tailback Assist) - dzięki temu systemowi auto ostrzega nas przed innymi autami stojącymi przed nami, na przykład w korkach. W światłach przednich zamontowano biksenony a z tyłu światła w technologii LED.

### Wersje
- 722 Edition
- 722 Roadster S
- 722 GT
- McLaren Edition

### Silnik
| Wersja             | Silnik:                       | Układ zasilania:   | Średnica × skok tłoka: | St. sprężania:     | Moc maksymalna:                   | Maks. moment obrotowy          | 0-100 km/h:        | V-max:             | Średnie zużycie paliwa |
| Silniki benzynowe: | Silniki benzynowe:            | Silniki benzynowe: | Silniki benzynowe:     | Silniki benzynowe: | Silniki benzynowe:                | Silniki benzynowe:             | Silniki benzynowe: | Silniki benzynowe: | Silniki benzynowe:     |
| ------------------ | ----------------------------- | ------------------ | ---------------------- | ------------------ | --------------------------------- | ------------------------------ | ------------------ | ------------------ | ---------------------- |
| SLR                | V8 5,4 l (5439 cm³), SOHC, SC | wtrysk             | 97,00 mm × 92,00 mm    | 8,8:1              | 626 KM (460 kW) przy 6500 obr/min | 780 N•m przy 3250-5000 obr/min | 3,7 s              | 334 km/h           | 14,5 l/100 km          |
| SLR 722            | V8 5,4 l (5439 cm³), SOHC, SC | wtrysk             | 97,00 mm × 92,00 mm    | 8,8:1              | 650 KM (478 kW) przy 6500 obr/min | 820 N•m przy 4000 obr/min      | 3,6 s              | 337 km/h           |                        |
| SLR 722GT          | V8 5,4 l (5439 cm³), SOHC, SC | wtrysk             | 97,00 mm × 92,00 mm    | b/d                | 680 KM (500 kW)                   | 830 N•m                        | 3,3 s              | 337 km/h           |                        |
| SLR Roadster       | V8 5,4 l (5439 cm³), SOHC, SC | wtrysk             | 97,00 mm × 92,00 mm    | 8,8:1              | 626 KM (460 kW) przy 6500 obr/min | 780 N•m przy 3250-5000 obr/min | 3,8 s              | 332 km/h           |                        |

Silnik V8 o pojemności 5,4 litra, dzięki umieszczonej centralnie śrubowej sprężarce Rootsa, poddany zabiegom oddziału sportowo-tuningowego Mercedesa - AMG - uzyskał 626 KM przy 6500 obr./min i moment obrotowy 780 Nm przy 3250 obr./min. Dzięki supersportowej pięciostopniowej automatycznej skrzyni biegów AMG, samochód (według oficjalnych danych) przyspiesza od 0 do 100 km/h w 3,7 s, do 200 km/h w 10,6 s, a do 300 km/h w 28,8 s. Prędkość maksymalna wynosi 337 km/h. Samochód ten w 100% spełnia normy czystości spalin Euro. Ma wyjątkowo krótkie rury wydechowe, co potęguje hałas, a ich ujście kończy się za przednimi kołami co nawiązuje stylistyką do protoplasty, Mercedesa 300 SL. Odznacza się to charakterystyczną cechą - po uchyleniu okna czuć zapach niespalonego paliwa. Wyloty powietrza także nawiązują do Mercedesa 300 SL, ponieważ znajdują się z boku i na masce.